# MUTE (film)
MUTE is een Nederlandse korte animatiefilm uit 2013. De film werd geregisseerd en geschreven door Job, Joris & Marieke is ingesproken door onder anderen Fresku.

## Verhaal
In een wereld waarin mensen geboren zijn zonder mond snijdt een kind zich per ongeluk tussen kin en neus en begint te huilen. Dit is de aanzet tot een ware rage. Iedereen bevrijdt zich met een scherp voorwerp van het gebrek aan het bezit van een mond.

## Prijzen
- 2014: Holland Animation Film Festival: Grand Prix en publieksprijs[1]